# Андреєвський курган
Андреєвський курган, археологічна пам'ятка 1-го тисячоріччя після Р. Х. у ерзянському селі Андреєвка (Андреле) Великоігнатовського району. Відноситься до раннього етапу формування давньомордовської культури.
Виявлено 1956 року. Досліджувався П. Д. Степановим у 1963-64, який розкопав 52 могили.
Знахідки римського мистецтва не мають аналогів у Поволжі. Виявлені під час розкопок експонати, зберігаються в Російському державному музеї в Москві.

## Поховання
У центрі кургану - поховання вождя у великій (6,6 х 4,5 м) ямі, що обкладена дерев'яними плахами. У ньому багате військове спорядження: шолом, кольчуга, 2 мечі з дамаської сталі, спис, багатий пояс, кинджал, 2 наконечника копій, вудила, сагайдак зі стрілами. У головах — трофеї з відрубаних людських щелеп. Поруч поховані його зброєносці - 2 добре озброєні воїни, наложниці, бранець або раб зі зв'язаними руками, та бойовий кінь.
Деякі військові поховання, ймовірно, належать прибульцям з півдня або південного сходу; частина поховань — у насипу кургану.

## Інвентар
Серед знахідок багато привізних речей: бронзовапівденноіталійська чаша, провінційно-римський казанок, застібки-фібули та інше.
Про ігрофінську належність місцевого населення свідчать глиняний посуд, різноманітні прикраси, у тому числі з ознаками, характерними для давньої мордви: скроневі підвіски з грузиком, нагрудні бляхи, сюлгами та інше.